# Pierre Seyler
Pour les articles homonymes, voir Seyler.
Pierre Seyler (1898-1943) est un footballeur international français.

## Biographie
Son poste de prédilection est milieu de terrain. Il compte 2 sélections en équipe de France de football :
- France-Irlande au Stade Buffalo à Montrouge en 1928,
- Suisse-France à Lausanne au Stade olympique de la Pontaise en 1928[2].

## Clubs successifs
- AS Strasbourg

## Carrière
Inter à Strasbourg, Pierre commença bien l'année 1928 en disputant les deux premiers matches. Contre des Irlandais qui ne présentèrent que trois professionnels et qui avaient abondamment arrosé le Mardi Gras, il ne rencontra aucune difficulté particulière. En Suisse, l'opposition fut plus sérieuse et une entame catastrophique (4-0) après 49 minutes de jeu le priva d'un second succès consécutif. Et même d'une troisième chance qu'on ne lui accorda jamais.